# Бельбецький каньйон
Бельбецький каньйон чи Бельбекський каньйон (Бельбецькі, або Албацькі Ворота, крим. Belbek boğazı, Бельбек бог'ази) — ділянка звуження долини кримської річки Бельбек між селищем Куйбишеве і селом Танкове, де річка перетинає Внутрішню гряду Кримських гір. Довжина каньйону — 5 км, висота бортів 65-70 м, ширина в найвужчому місці — 300 м. Каньйон утворився завдяки процесу водної ерозії, яка відбувалася у прокладеному глибокою тріщиною розколі у крейдяних вапняках і мергелях куести Внутрішньої гряди Кримських гір.
Бельбецький каньйон має важливе наукове значення. Його природний геологічний розріз служить для вивчення стратиграфії верхньої крейди і нижнього палеогену Криму. Розмиті річкою оголені верхньокрейдяні і палеогенові породи. Вниз за течією річки добре простежуються відкладення туронського (білі вапняки і мергелі) і данського (сірі вапняки і пісковики з характерною фауною) верхньокрейдяних ярусів, далі виходять вапняки монтського, мергелі і пісковики танетського палеоценових ярусів, а також глини нижнього еоцену. Весь розріз характеризується великою кількістю викопної фауни.

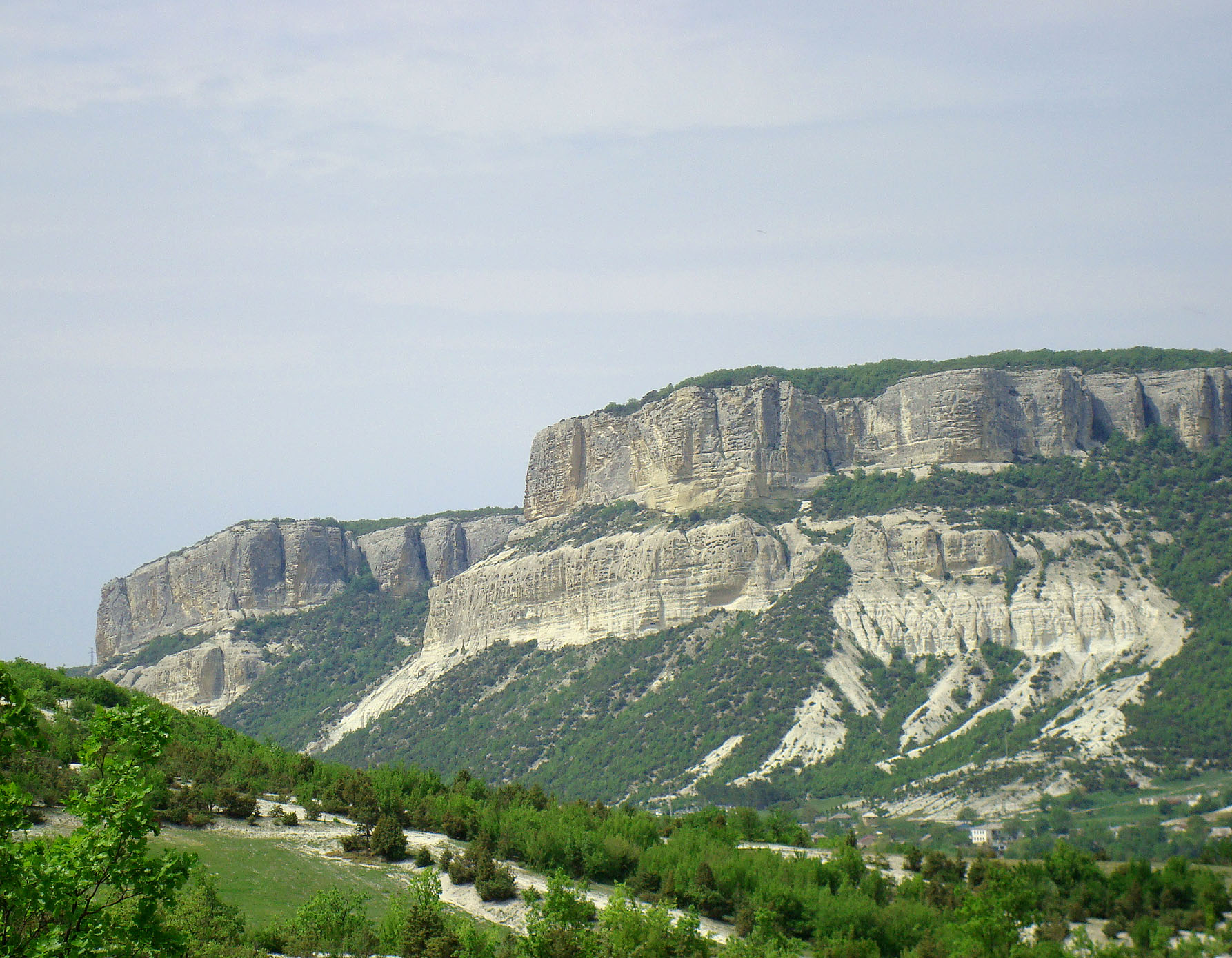
Бельбецький каньйон з боку с. Куйбишеве

На схилах каньйону ростуть скельний і пухнастий дуби, грабняки, кизил, шипшина, держидерево. На одному з південно-західних схилів (лівий берег Бельбека) знаходиться реліктовий тисовий гай із 2000 дерев, який рішенням Кримського облвиконкому в 1980 році оголошений заповідним об'єктом місцевого значення.
В 1975 р. Постановою Ради Міністрів УРСР Бельбецький каньйон був оголошений комплексною пам'яткою природи загальнодержавного значення.

## Українське написання
Зустрічається два варіанти написання: Бельбецький та Бельбекський. За загальними правилами чергування приголосних повинен використовуватися суфікс -цьк. У Розпорядженні Ради міністрів УССР «Про доповнення списку пам'яток природи республіканського значення, що беруться під охорону держави» від 14 жовтня 1975 використовується написання «Бельбецький». Проте в наш час дуже багато джерел використовують написання «Бельбекський».

## Ресурси Інтернету
- Річки північно-західних схилів Кримських гір
- Бельбецький каньйон [Архівовано 26 жовтня 2014 у Wayback Machine.]
- Бельбецький каньйон [Архівовано 19 жовтня 2014 у Wayback Machine.]
- Перелік територій та об'єктів природно-заповідного фонду Автономної Республіки Крим загальнодержавного та місцевого значення станом на 1 січня 2001 р. (без м. Севастополя) [Архівовано 19 квітня 2013 у Archive.is]
- Тисовий гай Бельбецького каньйону

## Галерея

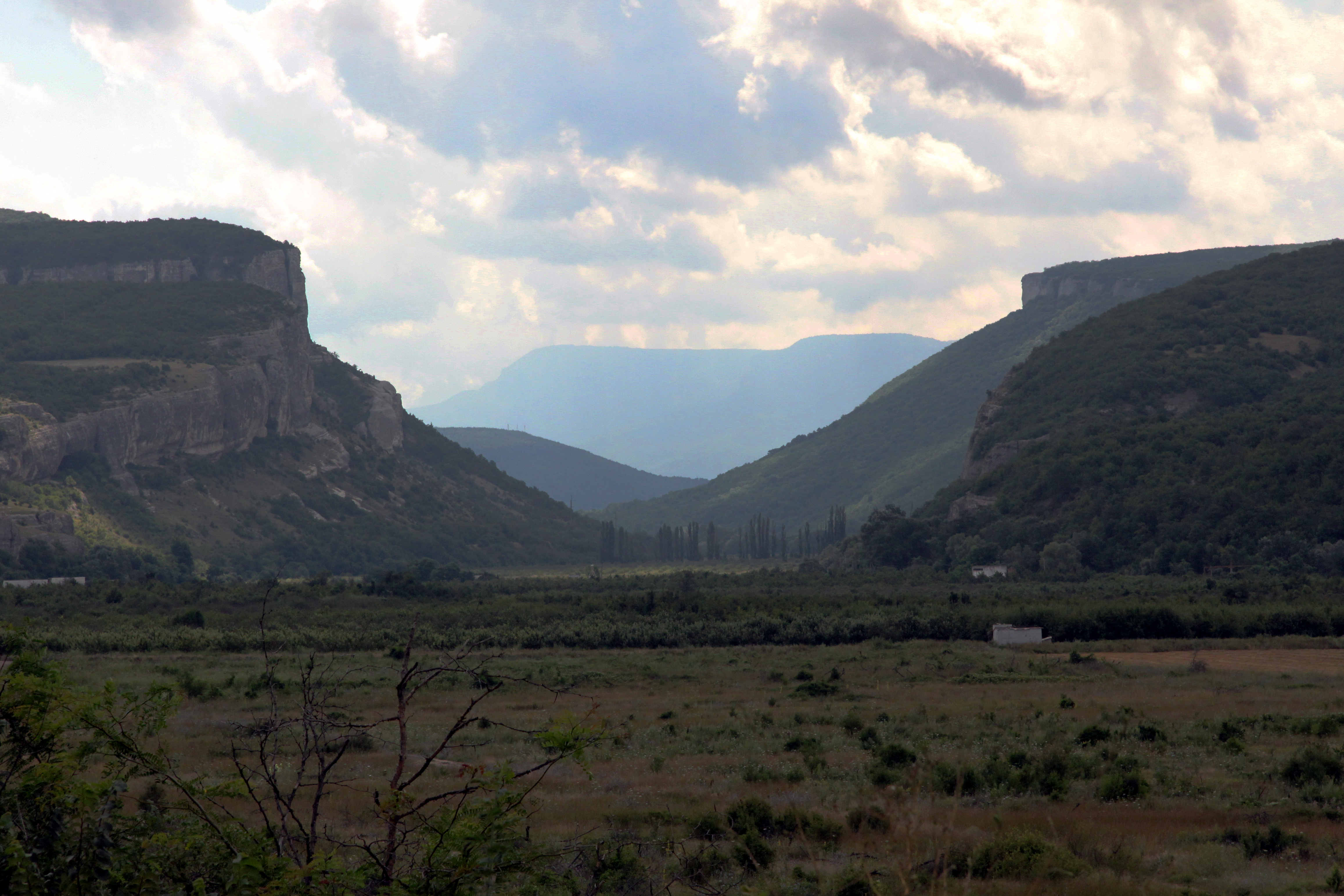
Бельбецький каньйон у липні 2011
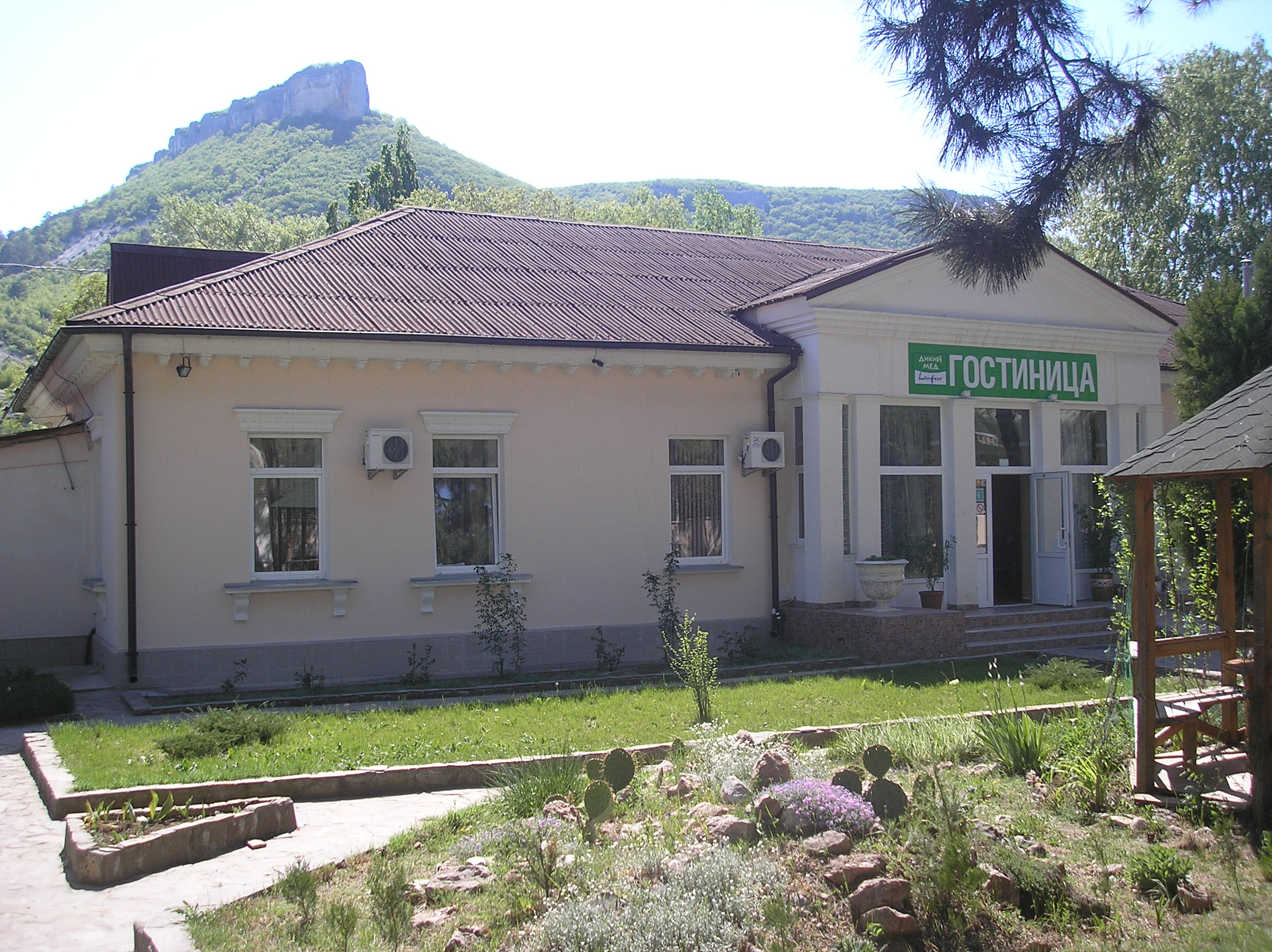
Готель біля Бельбецького каньйону
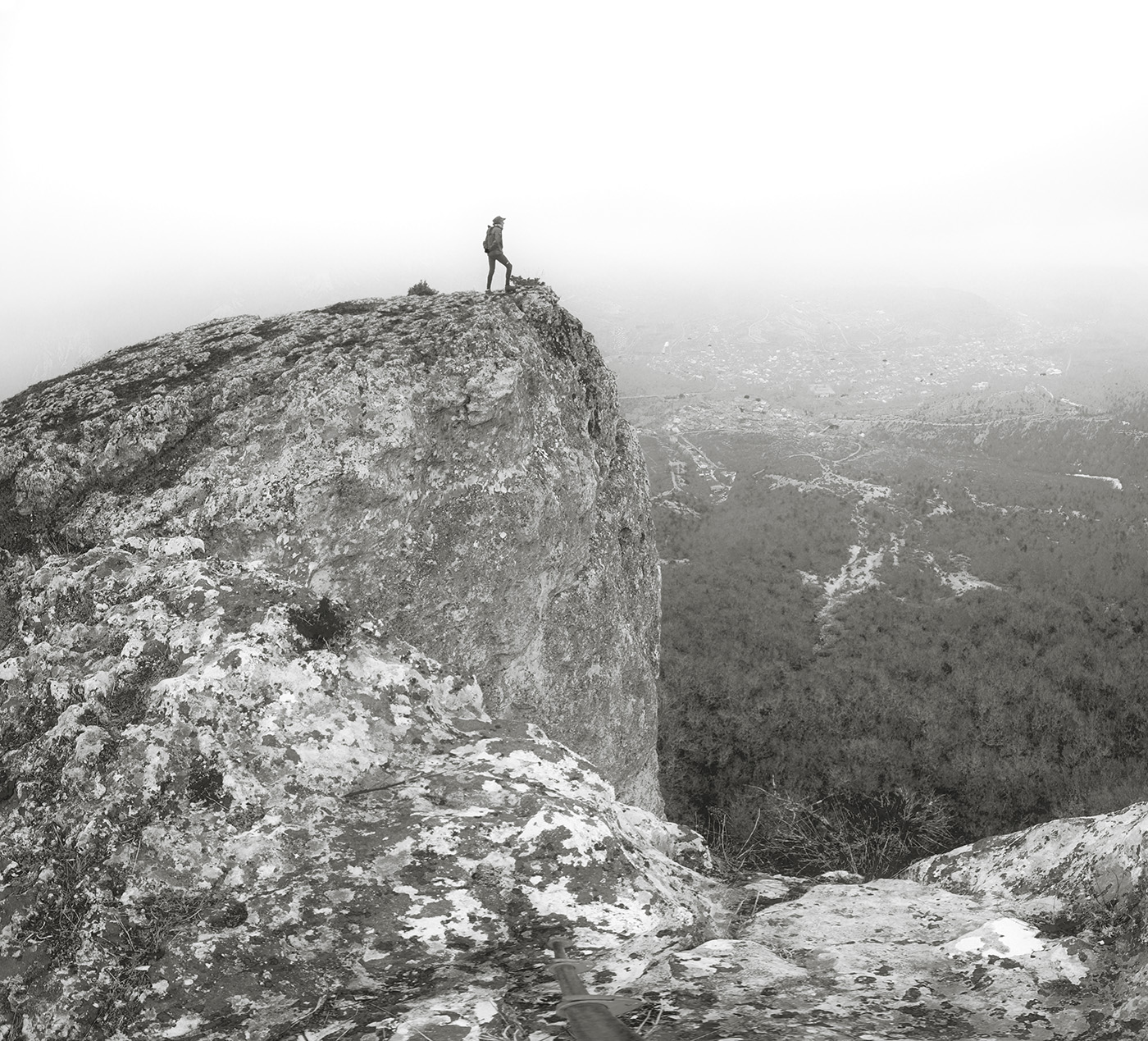
Бельбецький каньйон. Гора Утюг